# John Thynne (Geistlicher)

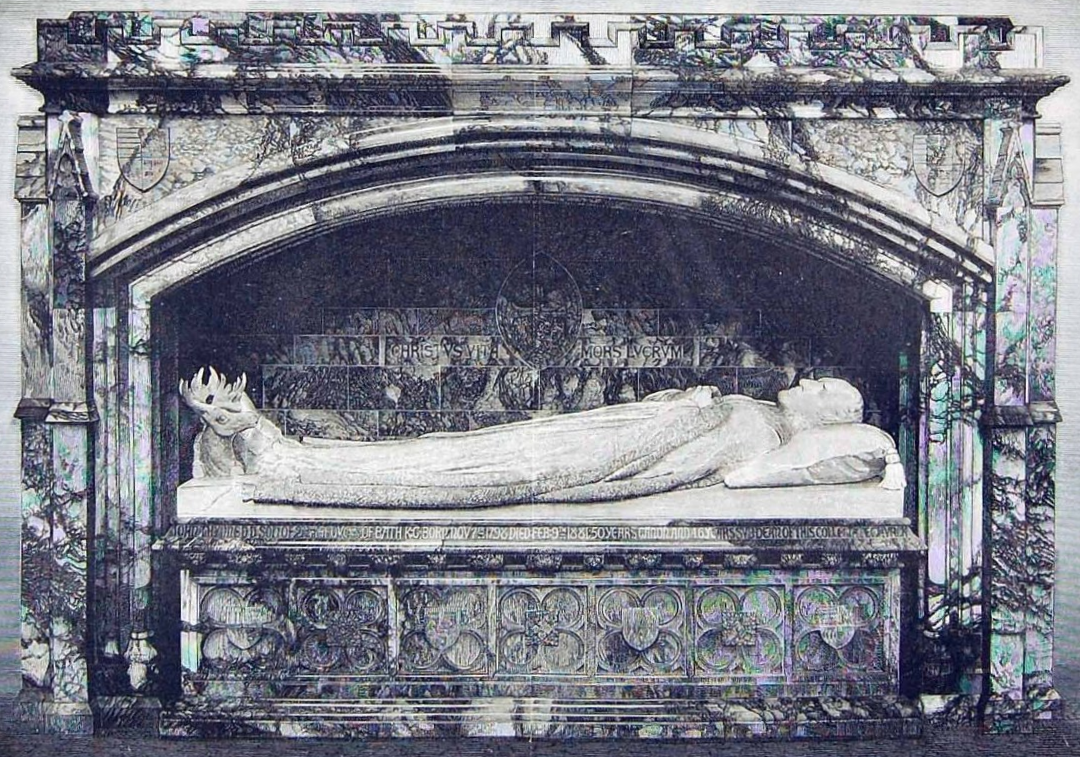
Grabdenkmal von Thynne in der Westminster Abbey. Fotografie von 1884

Reverend Lord John Thynne (* 7. November 1798; † 9. Februar 1881) war ein britischer anglikanischer Geistlicher, der 45 Jahre lang stellvertretender Dekan von Westminster war.
John Thynne entstammte der britischen Adelsfamilie Thynne. Er war der dritte Sohn von Thomas Thynne, 2. Marquess of Bath, aus dessen Ehe mit Hon. Isabella Elizabeth Byng, einer Tochter von George Byng, 4. Viscount Torrington. Als jüngerer Sohn eines Marquess führte er das Höflichkeitsprädikat Lord. Er besuchte das Eton College und studierte in Cambridge, wo er das Studium als Doktor der Theologie abschloss. Nachdem er bereits mehrere Pfarrstellen innegehabt hatte, wurde er 1828 Kanoniker und stellvertretender Dekan der Kathedrale von Lincoln. Diese Ämter tauschte er 1831 gegen eine Kanonikerstelle an Westminster Abbey. 1835 wurde er stellvertretender Dekan von Westminster. In dieser Funktion übernahm er von 1838 bis 1842 und von 1851 bis 1856 die Aufgaben der erkrankten Dekane John Ireland und William Buckland. Er lehnte es jedoch ab, selbst Dekan von Westminster zu werden, auch die Ämter der Dekane von Wells oder der St George’s Chapel von Windsor Castle lehnte er ab. Thynne setzte sich für eine korrektere Durchführung der Gottesdienste in Westminster Abbey ein. Mehrere seiner Predigten wurden veröffentlicht.
Er lebte in Ashburnham House in Westminster. 1849 erbte er von seinem kinderlos verstorbenen Onkel John Thynne, 3. Baron Carteret, dessen Ländereien einschließlich des Landsitzes Hawnes Place in Haynes, den er umbauen ließ.

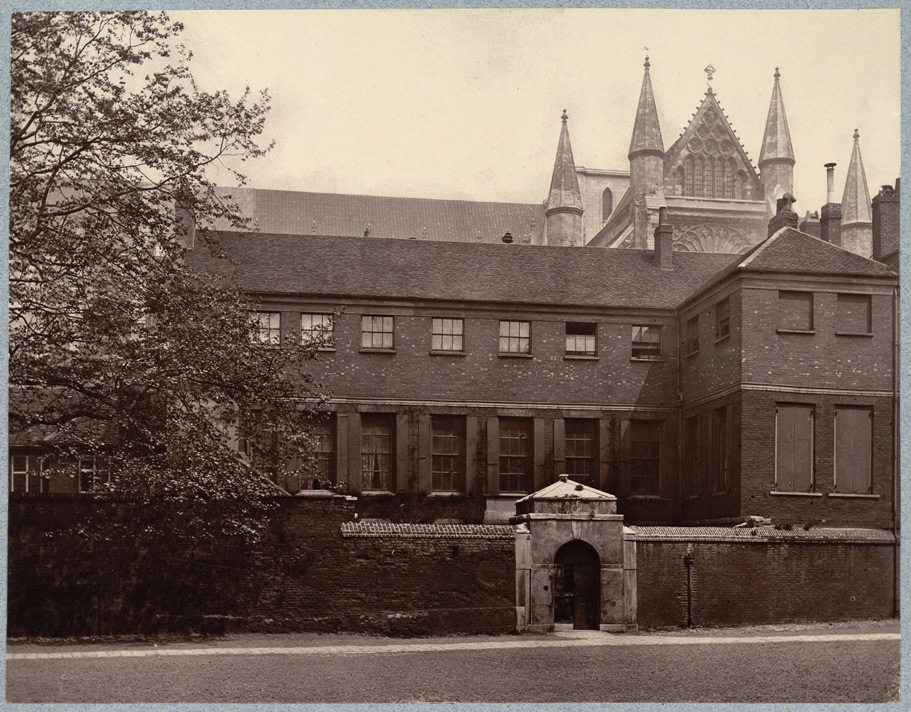
Ashburnham House, der unweit von Westminster Abbey gelegene Wohnsitz von Thynne. Fotografie von 1880

1824 hatte Thynne Anna Beresford, eine Tochter von Reverend Charles Cobbe Beresford geheiratet. Seine Frau war eine Zoologin und errichtete 1846 ein erstes Meerwasseraquarium mit Korallen und anderen Meerestieren in Westminster, das sie drei Jahre lang betreute. Thynne hatte mit ihr zehn Kinder, von denen sieben das Erwachsenenalter erreichten, darunter:
- Francis John Thynne (1830–1910) ⚭ Edith Sheridan;
- Emily Constantia Thynne (1840–1926), ⚭ (1) Eustace John Wilson Patten, ⚭ (2) Thomas Taylour, 3. Marquess of Headfort;
- Sir Reginald Thomas Thynne (1843–1926) ⚭ Louise Du Bois.

Er wurde in Haynes in Bedfordshire begraben, in Westminster Abbey erinnert ein aufwendiges marmornes Grabdenkmal an ihn.

## Schriften
- A sermon preached in the Cathedral Church of St. Paul. Rivington, London 1839.
- Sermon preached in Westminster Abbey on March 5, 1876. Macmillan and Co, London 1876.